# Клімат

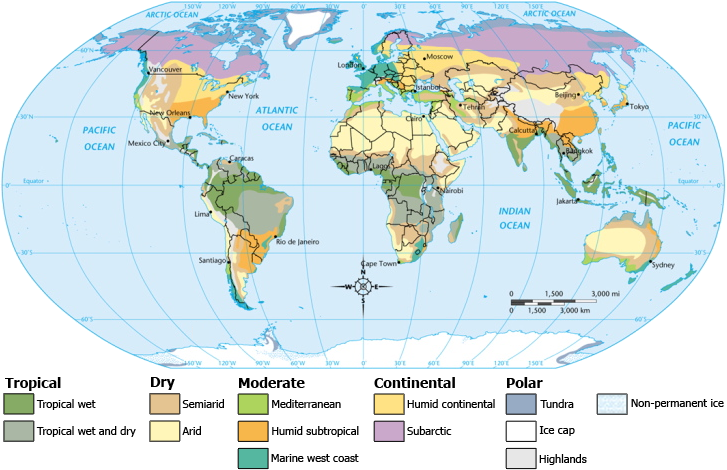
Кліматична класифікація світу.

Клі́мат (від дав.-гр. kλίμα — нахил; розм. підсо́ння) — багаторічний режим погоди, який базується на багаторічних метеорологічних спостереженнях, 25 — 50-річні цикли, одна з основних географічних характеристик тієї чи іншої місцевості. Основні особливості клімату обумовлюють атмосферний тиск, швидкість і напрямок вітру, температура та вологість повітря, хмарність і атмосферні опади, тривалість сонячної радіації, дальність видимості, температура верхніх шарів ґрунту й водоймищ, випаровування води із земної поверхні в атмосферу, висота і стан снігового покриву, різні атмосферні явища та наземні гідрометеори (роса, ожеледь, туман, грози, завірюхи тощо). У XX ст. до числа кліматичних показників ввели характеристики елементів теплового балансу земної поверхні — сумарну сонячну радіацію, радіаційний баланс величини теплообміну між земною поверхнею і атмосферою, витрати тепла на випаровування. З географічних факторів, які впливають на клімат окремого регіону, найістотнішими є широта і висота місцевості, висота над рівнем моря, близькість до морського узбережжя, вплив океанічних течій, особливості рослинного покриву, наявність снігу і льоду, ступінь забруднення атмосфери (парниковий ефект, руйнування озонового шару), що формує місцеві варіанти клімату.

## Історія вивчення
Кліматологія, як термін відомий здавна. Перші записи про погоду датують 3000 роками до нашої ери. До наших днів також дійшов трактат Арістотеля «Метеорологіка» — про атмосферні явища: дощ, сніг, град, вітер, блискавки, веселки тощо. У Київській Русі у літописах повідомлення про погоду з'явились у другій половині IX століття.
Перші метеорологічні спостереження в Україні почались у 1738 році у Харкові. У 1810 році в селі Кручик, 50 км від Харкова засновано метеорологічну станцію, яка спостерігала за температурою, тиском, опадами, напрямом вітру, визначенням загального стану погоди. Станція діяла до 1840 року.
Поштовхом для появи наукового підходу у вивченні клімату стала загибель англо-французького флоту в листопаді 1854 року біля Балаклави під час Кримської війни. Наполеон III звернувся до президента Паризької Академії наук Урбена Левер'є з вимогою пояснити причину балаклавського шторму. Левер'є склав першу у світі синоптичну карту, використовуючи дані 29 метеорологічних станцій та дійшов висновку, що шторм можна було передбачити. З цього часу почався розвиток мережі метеорологічних станцій.
У Англії організацією служби займався голова Метеорологічного департаменту Бюро торгівлі Роберт Фіц-Рой.

Середньомісячна температура поверхні з 1961—1990 рр.. Це приклад того, як клімат змінюється в залежності від місця і пори року.

Щомісячні глобальні зображення з NASA Earth Observatory.

Певним внеском у вивчення клімату було винайдення анемометра — приладу для вимірювання швидкості й напряму вітру. Найперший відомий опис анемометра залишив італійський архітектор та письменник Леон-Баттіста Альберті у 1450 році.
Для спостережень у вільній атмосфері в 1894 році в обсерваторії Блу-Хілла у Мілтоні (США), а з 1897 року в обсерваторії Павловська біля Петербурга почали використовувати вдосконалені повітряні змії.
Пізніше їх замінили аеростатами, а з часом на кулі-зонди. Восени 1893 року на висоті 12-13 км було зареєстровано значно вищу температуру повітря, ніж на висоті 8-10 км. Так відбулося відкриття стратосфери.
На початку XX століття на допомогу дослідникам прийшла авіація. У 1929 році французький вчений Роберт Бюро сконструював перший у світі радіозонд.

Сучасні літаки-лабораторії підіймаються до 5-8 км. Радіозонди до висоти 20-30 км. Надзвукові літаки й космічні прилади на висоту 30-300 км. Метеорологічні супутники Землі вивчають стан атмосфери на висоті 300—1500 км. Останнім часом складні атмосферні процеси почали досліджувати за допомогою лазерів.

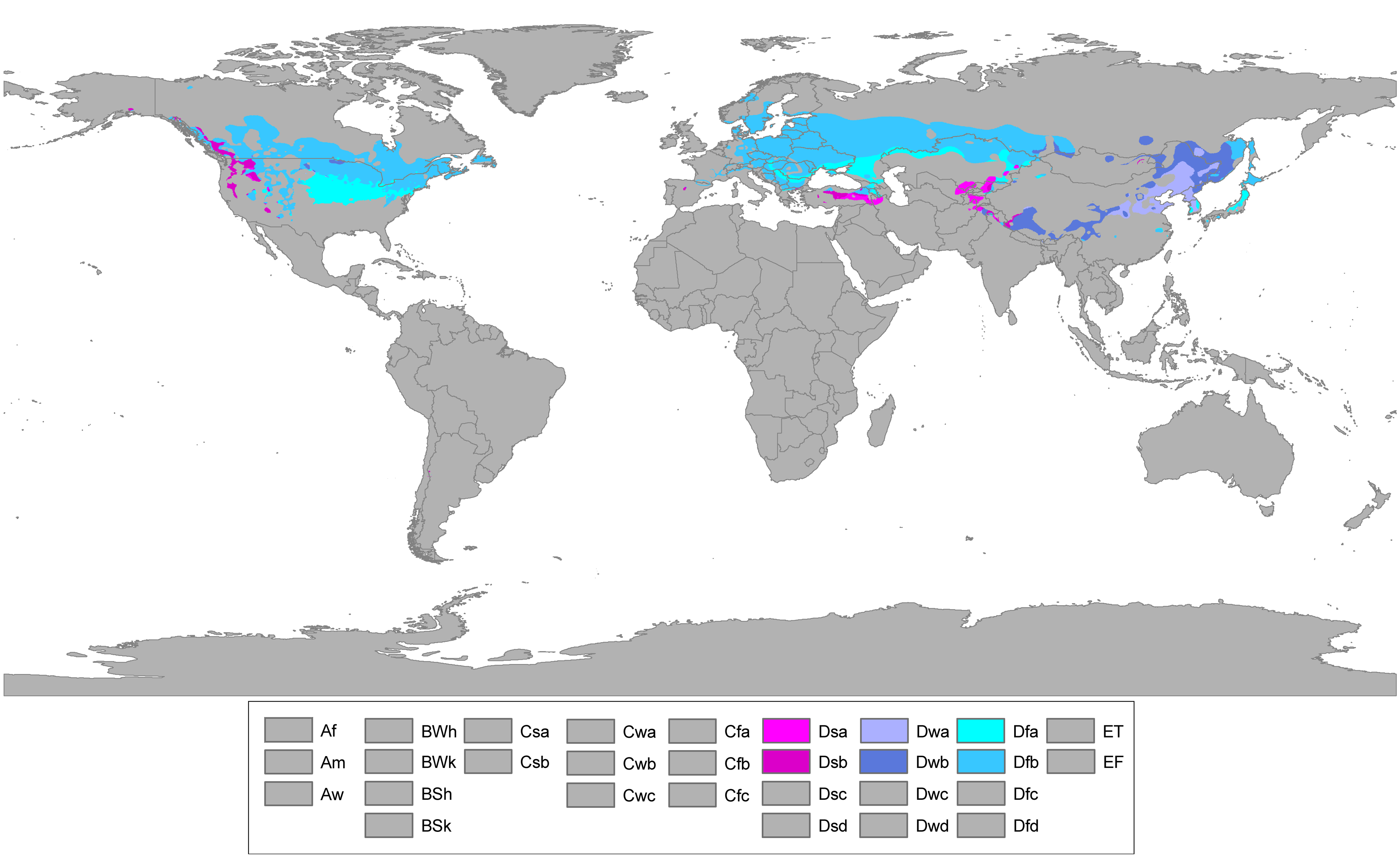
Вологий континентальний клімат, в усьому світі.

Однією з найстаріших міжнародних метеорологічних організацій є Всесвітня метеорологічна організація (ВМО). Її статут було затверджено 23 березня 1873 року в Лейпцигу на першій Міжнародній метеорологічній конференції. Після Другої світової війни організація відновила свою роботу у новому статусі, Всесвітньої метеорологічної організації при Організації Об'єднаних Націй. Всесвітні конгреси ВМО проходять кожні чотири роки, на яких вибирають Виконавчий комітет і президента організації. Регулярно працюють технічні комісії та робочі групи. Секретаріат ВМО знаходиться в Женеві. ВМО очолила колективну роботу метеорологів світу за програмою вивчення глобальних атмосферних процесів. Перший експеримент проведено в 1974 році. Вивчення законів загальної циркуляції почали з міжнародного Атлантичного тропічного експерименту, у якому взяли участь науковці 70 країн.
Державні мережі метеорологічних станцій почали створювати в XIX столітті після винайдення телеграфу.
1884 році німецький метеоролог Владімір Кеппен опублікував класифікацію клімату на планеті Земля, яку, з невеликими змінами, використовують й донині.
Український науково-дослідний інститут Держкомгідромету засновано в Києві в 1959 році. Він складається з 7 наукових відділів, двох польових експериментальних баз у с. Жовтневому Дніпропетровської області та в місті Богуславі на Київщині, має експериментальний метеорологічний полігон, літаки-лабораторії, велику метеорологічну бібліотеку.
В Одеському екологічному університеті, колишньому гідрометеорологічному інституті, готують метеорологів широкого профілю та агрометеорологів.
Спеціалістів середньої кваліфікації готують гідрометеорологічні технікуми Харківський — гідрометеорологія та гідрометеорологічні радіолокаційні пристрої та Херсонський — гідрологія суші, метеорологія.

## Історія
Дослідження осадових відкладень, викопних залишків флори і фауни, радіоактивності гірських порід тощо, показують, що клімат Землі в різні епохи істотно змінювався.
Протягом останніх сотень мільйонів років до антропогену Земля, була теплішою. Температура в зворотниках була близька до сучасної, а в помірних і високих широтах набагато вищою від сучасної.
На початку палеогену, близько 70 млн років тому, температурні контрасти між екваторіальними і приполярними областями почали зростати.
В антропогені температура у високих широтах різко знизилася і виникли полярні заледеніння. Останнє скорочення льодовиків у Північній півкулі закінчилося, близько 10 тисяч років тому. Льодовий покрив залишився в Північному Льодовитому океані, в Гренландії, арктичних островах, в Антарктиді.
Останні 5 тисяч років клімат Європи коливався у порівняно вузьких межах. Сухі та теплі періоди кілька разів змінилися вологішими і прохолодними.
Приблизно за 500 років до н. е. опади помітно збільшилися та клімат похолоднішав.
На початку нашої ери клімат був схожий із сучасним.
У XII—XIII століттях клімат був м'якшим і сухішим, ніж на початку н. е.
У XV—XVI століттях знову відбулося значне похолодання і льодовий покрив морів збільшився.
З XVII до середини XIX століття клімат залишався холодно вологим.
З 2-ї половини XIX століття почалося нове потепління, особливо сильне в Арктиці.
Національний центр прогнозування навколишнього середовища США зафіксував, що 3 липня 2023 року у світі став найспекотнішим днем на Землі за всю історію спостережень. Згідно з повідомленням агентства Reuters, середня глобальна температура побила попередній рекорд і становила +17,01 °С. Минулий рекорд відбувся у серпні 2016 року з позначкою +16,92 °С. Щобільше, науковці вважають, що це лише початок і липень може стати найжаркішим за 120 000 років. На підтвердження цьому, вже 7 липня 2023 року, середня температура в світі досягла нового максимуму втретє за тиждень і склала +17,23 °С. Червень 2023 року став найспекотнішим на Землі за всю історію спостережень згідно з аналізом глобальної температури NASA. Служба зміни клімату Коперник (C3S) Європейського Союзу стверджує, що 2024 рік стане першим роком, який буде на 1,5C теплішим, ніж у доіндустріальний період . Взагалі, згідно з висновками науковців, які були опубліковані в науковому журналі Nature Climate Change, середні температури на Землі зросли приблизно на 1,7 °С з середини 1860-х років, що помітно вище за поточні оцінки експертів ООН.

## Класифікація
Кліматичні класифікації — це системи, які класифікують клімати світу. Класифікація клімату може тісно корелювати з класифікацією біому, оскільки клімат має великий вплив на життя в регіоні. Однією з найбільш найпоширеніших є схема кліматичної класифікації Кеппена, вперше розроблена в 1899 році.
Існує кілька способів класифікувати клімати за схожими умовами. Спочатку клімати були визначені в Стародавній Греції для опису погоди залежно від широти місцевості. Сучасні методи класифікації клімату можна в цілому розділити на генетичні методи, які зосереджені на причинах виникнення клімату, та емпіричні методи, які зосереджені на наслідках клімату. Прикладами генетичної класифікації є методи, що ґрунтуються на відносній частоті різних типів повітряних мас або місць розташування синоптичних погодних збурень. Приклади емпіричних класифікацій включають кліматичні зони, що визначаються за витривалістю рослин, випаровуваністюабо, загалом, кліматичну класифікацію Кеппена, яка спочатку була розроблена для визначення кліматичних умов, пов'язаних із певними біомами. Загальним недоліком цих класифікаційних схем є те, що вони створюють чіткі межі між зонами, які вони визначають, а не поступовий перехід властивостей клімату, що є більш поширеним у природі.
Також широко використовують систему класифікації кліматів Алісова, за якою кліматичні зони і області виділяють згідно з умовами загальної циркуляції атмосфери.
Кліматична норма — кількісна характеристика клімату, отримана з багаторічного ряду спостережень.

## Кліматотворний процес
Кліматотво́рчі проце́си — атмосферні процеси, які визначають характер клімату в межах тієї чи іншої області, чи всієї Землі (теплообіг, вологообіг, загальна циркуляція атмосфери).

## Вплив людини на клімат

Глобальний індекс температури суші та океану з 1880 року, різниця з середнім значенням за 1951—1980 роки

Від початку індустріалізації у XIX столітті люди значно збільшили кількість парникових газів в атмосфері. Зокрема, спалювання викопного палива призвело до того, що концентрація вуглекислого газу зросла з 280 частин на мільйон до 415 частин на мільйон (станом на 2020 рік). Крім того, відбувається значний викид метану, здебільшого через інтенсивне тваринництво, а також інших парникових газів, таких як оксид азоту (звеселяючий газ) або карбонілсульфід. Іншим важливим фактором є масштабна вирубка лісів, зокрема тропічних дощових лісів.

Реконструкція розвитку глобальної температури за останні 2000 років, включаючи антропогенне потепління (за даними PAGES 2k Consortium, 2019).

За даними Міжурядової групи експертів зі зміни клімату (МГЕЗК), підвищення температури порівняно з доіндустріальними часами до 2018 року становило приблизно 1,0 °C. До кінця 21-го століття МГЕЗК очікує підвищення температури в діапазоні від 2,6 до 4,8 °C у найгіршому випадку (репрезентативний шлях концентрації RCP 8.5).
На одностайну думку вчених, збільшення кількості парникових газів і пов'язане з цим підвищення температури зумовлені діяльністю людини. Якщо не вдасться значною мірою скоротити антропогенні викиди, то навіть відносно помірне потепління на 2 °C загрожує численними та деколи серйозними наслідками, включно з підвищенням рівня моря, посиленням екстремальних погодних явищ і серйозним впливом на людські спільноти. Останні аналізи, засновані на всеосяжних серіях палеокліматологічних даних за останні 12 000 років, дають змогу зробити висновок про те, що потепління, яке спостерігалося у XXI столітті, з великою ймовірністю перевищить температурні показники кліматичного оптимуму голоцену (приблизно 8000-6000 років тому).
У 2023 році на Землі було так спекотно, що ще до кінця року Всесвітня метеорологічна організація оголосила його найтеплішим за всю історію спостережень.

## Цікаві факти
- 26 липня 1753 році вивчаючи атмосферний струм, професор Георг Ріхман був смертельно уражений блискавкою під час грози.
- Після виходу в світ у 1940-х роках книжки американського письменника Д. Р. Стюарта «Шторм», один з персонажів якої стежив за рухом штормів і давав їм імена знайомих жінок, метеорологи тайфуни почали називати жіночими іменами.
- До сенату США в 1912 році було подано на розгляд проєкт побудови греблі для повернення теплих вод Гольфстріму до берегів Америки.
- Існували проєкти перекрити греблею Карські Ворота, Берингову протоку, спрямити течію Куросіо.
- Ще легіонери Александра Македонського були здивовані, побачивши, як таджики посипають сніг золою аби він скоріше танув. Такий спосіб зменшення льодовитості Арктики було запропоновано у XX ст.
- Ідея математичних розрахунків окремих метеорологічних елементів виникла ще в 20-их роках XX ст. і належить англійському науковцю П. Річардсону. Система таких обчислювань була такою громіздкою, що на її здійснення потрібен був цілий місяць.
- Протиградова партія ракет вперше задіяна в 1958 році в Алазанській долині у Грузії.
- Навесні 1961 році для спостереження затемнення Сонця в Криму були задіяні літаючі метеорологічні лабораторії для розсіювання хмар.
- У 1962 році шведським і американським науковцям за допомогою спеціальних пасток вдалось захопити частки сріблястих хмар. Природа сріблястих та перламутрових хмар досі залишається загадкою.
- Перші спроби прогнозування забрудненості атмосфери залежно від погоди зроблено в 1975 році у Києві.[джерело?]